# Allobaculum stercoricanis
Allobaculum stercoricanis è una specie di batterio appartenente alla famiglia delle Mycoplasmataceae.